# São João da Fronteira
São João da Fronteira é um município brasileiro do estado do Piauí. Localiza-se a uma latitude 03°20" sul e a uma longitude 41°15'27" oeste, estando a uma altitude de 241 metros. Sua população no censo de 2010 era de 5 608 habitantes. Fica à uma distância de 230 km da capital Teresina e aproxima-se da divisa com o estado do Ceará acesso feito pela BR-222.
O município possui uma área de 764,742 km².
São João da Fronteira tornou-se município em 26 de janeiro de 1994, através da Lei nº 4.680, desmembrando-se do município de Piracuruca.

## Lista de prefeitos
- José Lincoln de Sousa Meneses (1997/2004)
- Antonio Ximenes Jorge (Carne Assada) (2005/2012)
- Valdifrancis Mendes Escórcio de Brito (2013/2017)
- José Lincoln de Sousa Meneses (jan./abr. 2017)
- Antônio Erivan Rodrigues Fernandes (desde 9 de abril de 2017)

## Galeria

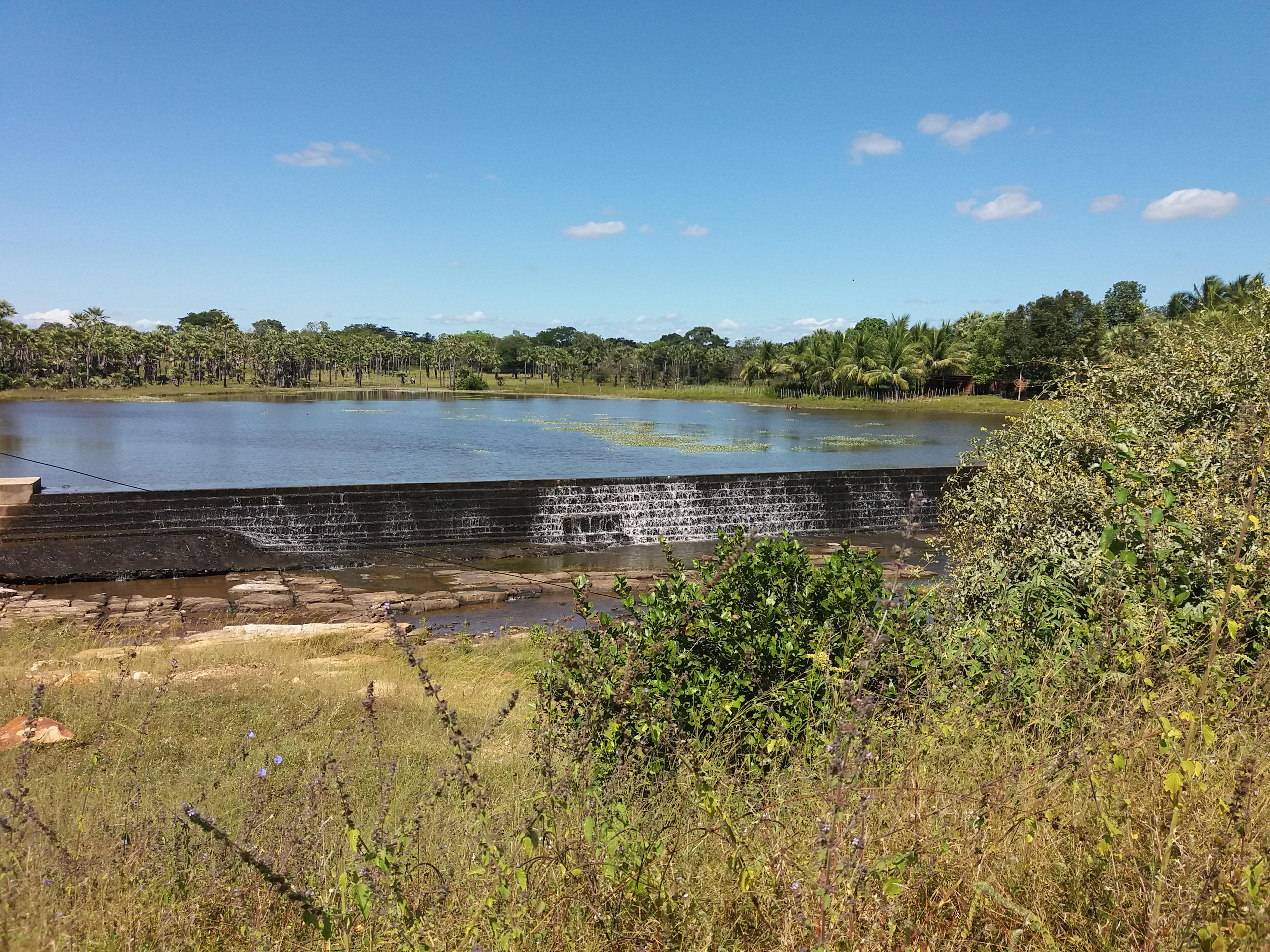
Rio do Pejuaba, local de turísmo na margem da BR-222.